# Nepovtorimaja vesna
Nepovtorimaja vesna (Неповторимая весна) è un film del 1957 diretto da Aleksandr Borisovič Stolper.

## Trama
Una giovane coppia di archeologi, appena sposati, arriva in Asia centrale per iniziare degli scavi.
Nel frattempo scoppia un'epidemia di peste che li costringe a rimanere separati a lungo.